# هنريك إبسن
هنريك يوهان إبسن (Henrik Johan Ibsen؛ 20 مارس 1828 - 23 مايو 1906) كاتب مسرحي نرويجي كبير، كان من أهم العاملين على ظهور الدراما الواقعية المعاصرة. يعرف بـ «أبو المسرح الحديث». له 26 مسرحية.
اعتبر من أهم كاتبي المسرح على مر التاريخ.

## سيرة حياته

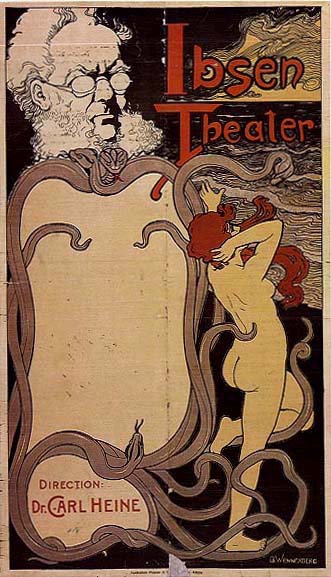
طباعة حجرية لفرانك ويديكيند (1864-1918)

ولد هنريك إبسن في مدينة شين بالنرويج. في 1828 أصبح صيدلياً مساعداً في مدينة غريمستاد. بدأت شهرته مع ثاني مسرحية له وهي «عربة المحارب» (1850). في السنوات السبع التالية عمل كمدير تحريري في مدينة برجن لصالح المسرح النرويجي.
وهو كاتب مسرحي نرويجي من كتاب المسرح العظام في العالم، تتسم نظرته للحياة بالعمق والشـمول ويتسـم مسرحه بدقة المعمار والاقتصاد مع تعبير شاعري دقيق. وإذا كانت مسرحياته نادراً ما تأخذ الشكل التراجيدي إلا إنها عموماً تتخذ المزاج التراجيدي أو المأساوي الجـاد. ولقـد كتب أولى مسرحياته (كاتالينا) عام 1850 وجاءت ميلودراما مليئة بالإمكانات التي لم يرها معاصروه. وفي عام 1851 عمل إبسن كمساعد في مسرح بيرجن ثم سافر إلى الدنمارك وألمانيا لدراسة التكنيك المسـرحي. وفي عام 1854 كتب مسرحية السيدة إنجر من أوسترات (Lady Inger of Ostrat) وهي مسـرحية تجري أحداثها في العصور الوسطى في النرويج المعاصرة لإبسن. وفي عام 1855 كتب مسرحية تتناول موضوعاً من العصور الوسطى بطريقة رومانسية شاعرية مليـئة بالحـديث عن أمجاد النرويج السابقة وقد حققت قدراً من النجاح.
وفي عام 1862م أفلس مسرح بيرجن وأصبح إبسن مديراً فنياً للمسرح النرويجي في مدينة أوسلو وفي نفس العام قدم له المسرح مسرحية شعرية ساخرة تظهر الجانب الآخر من فنه. قوبلت المسرحية ببعض العداء ولكنها نجحت في لفت الأنظار إلى إبسن. وفي عام 1863 قدمت له مسرحية تاريخية تمتاز بالتحليل النفسي والشاعرية. وفي نفس العام أيضًا حصل إبسن على منحة مكنته من زيارة إيطاليا وألمانيا. وبعد ظهور مسرحيته براند (Brand) عام 1860 تلقّى معاشاً ثابتاً من الدولة أمّن له مسـتقبله. ورغم أن إبسن قضى بقية أيامه في الخارج إلا أنه لم يفقد اهـتمامه أبداً بالسـياسة النرويجية ولم ينس للحظة واحـدة أنه نرويجـي. كان يعيش في روما حيث كتب مسرحيته براند - تلك المسرحية التي نرى فيها لأول مرة قوته المميزة وجـديته وبحـثه عن الدوافع الكامنة وراء الأفعال. وفيها يتضـح أيضاً منهجه الذي يظهر في مسرحياته المقبلة ويقوم على الإيحاء بطبيعة الحقيقة ضمنياً وبطـريقة غير مباشـرة عن طريق أسئلة لا يجيب عليها. أما بير غينت (Peer Gynt (1867 فهي دراسة كلية للشخصية النرويجية تتسم على عكس براند بالمرح والبهجة. وتشـترك مسرحيتاه براند وبيـر جينت في معالجتهما لمسألة المثالية الجامدة واللامسؤولية.
لم يكتب إبسن مسرحيات شعرية بعد بيرغنت. وفي عام 1869 انتهى من كتابة فورة الشباب وهي مسرحية ساخرة تدور حول موضوع طالما عالجه بلا هوادة هو الزيف والخـداع. وفي نفس العام بدأ عمله الكبير في مسرحية ملك الجليل وانتهى من كتابتها في 1873، وهي تتناول الصراع بين المسيحية والوثنية في الأيام الأولى للمسيحية في أوروبا في عصر الإمبراطور جوليان.

## عالم المسرح
لقد كان أدبه زاخرًا بالمسرحيات التي تفيض فكرا وإبداعا.
بعـدها كتب 4 مسرحيات واقعـية تصور الحياة العادية في بلدة صغيرة معاصرة وتكشف بلا رحمة الأكاذيب التي تقوم عليها المجـتمعات. وأولى هذه المسرحيات أعمدة المجـتمع (1875-1877) The Pillars of Society تتناول الحياة العامة القائمة على أكذوبة ثم الحقيقة التي تكشف وتحرر هذه الحياة من الأكذوبة. ومع ظهور هذه المسرحية بدأت مرحلة تأليفه لما سمي «المسرحية المشكلة» The Problem Play وبذلك وضع إبسن نمط ما يسمى اليوم بالمسرحية الاجتماعية وأخذ يعالج المشاكل الكبيرة والقضايا المقعـدة. أما مسرحية بيت الدمية (1878-1879) Doll's House فتتناول حياة زوجية قائمة هي الأخـرى على أكـذوبة وحينما تفتح البطلة عينيها تضع نهاية لحياة الأسرة التي بدت سعيدة في أول المسرحية. أما مسرحية الأشباح 1881 فتتناول زواجاً آخر تسممه كـذبة. المسرحية الرابعة عدو الشـعب (1882) تتناول شخصية إنسان ينادي بالحقيقة في مواجهة مجتمع قائم على الكـذب وتمتاز هذه المسـرحية باقـتصاد في الأسـلوب وإحـكام في البناء جعلها أكثر المجـموعات تأثيراً في المسرح الواقعي بعد إبسـن.
وعلى رأس مجموعته التالية تأتي مسرحية البطة البرية (1883-1884) كبداية لمرحلة يلعب فيها الرمز دوراً أساسياً وينتقل اهتمام الفن من تصوير الفرد في المجتمع إلى تصوير الفرد وهو يحاول اكتشاف مناطق مجهولة للتجربة الإنسانية. وتدور المسرحية الثانية وهي روزمرشولم (1885- 1886) حول نمو فكر البطل واتصـاله بتقاليد النبلاء. أما سيدة البحر (1888) فتتناول التغلب على فكرة مسيطرة عن طريق المسؤولية والتحرر. وفي هيدا جابلر (1890) يتناول إبسن أثر المجتمع المتكلف على الفرد وبالتـالي تأثير الطبيعة وعدم التكلف. أما مسـرحية المهندس سولنس (1891- 1892) فتطغى فيها الرمزية أكثر من أي مسرحية أخرى وتتناول إشكالية الفنان والإنسان داخل الفرد.
تدور أيولف الصـغير (1894) حول العلاقات الزوجية وطبيعتها وطبيعة الحب وأنواعه وفي جون جابرييل بوركمان (1895- 1896) يتناول إبسن عبقرية لا تحقق ذاتها وعلاقة العبقرية بالمجـتمع. ثم تجـيء مسرحية عندما نسـتيقظ نحن الموتى (1897-1899) كآخر حكم لإبسن على علاقة الفنان بالواقـع.
يُعد إبسن من أبرز الشخصيات العالمية في الأدب المسرحي الحديث. اشتغل بكتابة المقالات الصحفية واتصل بالمسرح القومي في برجن ثم كوبنهاغن، ونشر شعرا ونقدا وعدة روايات لم تصادف نجاحا كبيرا، نشر 1862 (ملهاة الحب) وهي مسرحية ساخرة أثارت عاصفة من النقد وتلاها بالمسرحية التاريخية (الأدعياء) 1864 والقصيدتين المسرحيتين (برندا) 1866 و (بير جنت) 1867، ومسرحية (الامبرطور والجليلي 1873). أقام في ألمانيا (1874-1891) حيث كتب مسرحياته الواقعية الاجتماعية الشهيرة التي أودعها مبادئه، صور فيها صراع الفرد مع المجتمع الذي يعيش فيه. ومن هذه المسرحيات (أعمدة المجتمع) 1877 و (بيت الدمية) و (الأدعياء) 1864 والقصيدتان المسرحيتان (برندا) 1866 و (بير) 1879 و (الاشباح) 1881 و (عدو الشعب) 1882 والبطة البرية 1884 و (بيت روزمرز) 1886 و (السيدة من البحر) 1888 و (هيدا جابلر) 1890 و (شيح البنائين) 1892 و (أيلوف الصغير) 1894 و (جون جأبريل بوركمان) 1896 و (عندما نستيقظ نحن الموتى) 1899. وقد كان لكثير من هذه المسرحيات التي ترجمت إلى اللغات الأوربية الأخرى وإلى اللغة العربية ومُثلت على مسارح أوروبا وأمريكا ومصر أعظم الأثر في الأدب والمسرح في هذه البلاد.
بيت الدمية..لكل زوجة
وصف النقّاد كل مسرحية من مسرحيات إبسن بالقنبلة الموقوتة، فكل منها تفجّر قضية ما وتثير ردود فعل عنيفة، فقد اختار إبسن «تمزيق الأقنعة» كلها وكشف الزيف الاجتماعي داعيا إلى الاعتدال والوسطية بعيدا عن التطرف.
ففي عام 1879 عرضت مسرحية بيت الدمية والتي أثارت غضب المشاهدين فرموا الممثلين بالطماطم معتبرين المسرحية إهانه تمس بمكانة المرأة، وتهدد الطمأنينة العائلية إذ ترفض «نورا» الزوجة القليلة الخبرة أن تحيا حياة زائفة مع زوجها المثقف وتكتشف أنه لا يكن لها احتراما حقيقيا ولا يؤمن بحقها في أن تفكر أو تتخذ أي قرار.
فنجد إبسن وقد مزق القناع عن حياة زوجية عاشت فيها الزوجة كاللعبة في البيت أكثر منها شريكة لزوجها الذي لم تدخر أي جهد لتسعده في حين يتعامل معها هو كالدمية التي لا تفهم شيئا، لتكتشف «نورا» خديعتها في زوجها وتجد أن ما كانت تعتبره سعادة كان وهم.
ونظرا للجدل الذي أثارته هذه المسرحية فقد استغلتها الحركات النسائية المتطرفة في العصر الحديث أسوأ استغلال في تفسير المسرحية بعيداً عن مقاصد إبسن الحقيقية، ولما قوبلت هذه المسرحية، لا سيما في ألمانيا، بعاصفة من الاحتجاج، اضطر «إبسن» إلى أن يضع لها خاتمة إرضاء للجمهور، ولا تزال المسرحية حتى اليوم تثير جدلاً بين النقاد المحدثين.
 (من أنا..؟!) 
وبالرغم من كون «إبسن» من أبرز الكتاب العالميين في ظهور الاتجاه الواقعي، إلا أنه أبدع مسرحيات تتسم بخيال خارق، فمسرحية «بيرجينت» - والتي كتبها قبل مجيئه بعامين إلى القاهرة لحضور حفل افتتاح قناة السويس تلبية لدعوة الخديوي إسماعيل- ينسج فيها أروع ألوان الخيال حيث يتتبع مسار بطله وهو فتى ريفي فقير ولكنه يملك خيالا أسطوريا لا حدود له، يتضح عندما يروي على والدته مغامرات خياليه، كما يحلم أن يكون إمبراطور على العالم.
يقع البطل في غرام سولفيج، وفي الوقت نفسه يعشق أخريات أعطين أنفسهن للجن، لذلك يرفض بيرجنت أن ينتمي إلى عالم الجن المشوه من الإنسان، فيهرب إلى عالم آخر حيث يهجر حبيبته سولفيج ويسافر متنقلا من بلد إلى آخر في محاولة ليخلق عالما خاصا به، وأثناء مغامراته وسفرياته لا يختار بيرجنت إلا نفسه، وأثناء تنقله في بلدان العالم بحثا عن ذاته يصل إلى القاهرة الكبرى ويقف أمام أبو الهول يسأله (من أنا؟) في محاولة لمعرفة ذاته وهويته.
ويسافر ثانية ليعود إلى وطنه النرويج وأثناء ذلك يعاني كثيرا، إلى أن يعثر على ذاته أخيرا تحقيقا لمقولة أبو الهول (اختر نفسك) فعثر بيرجنت ثانية على حبيبته سولفيج وبها يجد ذاته ويعثر على نفسه ويلملم أشلاؤه، حيث ينتصر الحب في النهاية.

## أبو المسرح الحديث
لقب «هنريك إبسن» بأبو المسرح الحديث، وقد انتهج المنعطف الواقعي في أعماله فقد تطرق إبسن إلى قضايا واقعيه وخطيرة يعاني منها المجتمع الأوربي، كما تناول قضايا إنسانية خالدة تشغل الإنسان عبر العصور، مثل قضية ماهية الحقيقة والفارق بين الحقيقة والواقع أو الصراع بين الواقع والمثال وقضية النفاق الاجتماعي، وغيرها من القضايا التي تثيرها أعمال إبسن المسرحية والتي ليس بالضرورة أن تضع لها حلولاً.
وهكذا نجد أن دعوة إبسن الاجتماعية في معظم أعماله دعوة إلى الاعتدال والوسطية ورفض للتطرف في كل شيء، كما أنها دعوة للكشف عن أقنعة الزيف الاجتماعي ونبذ النفاق على حساب المبادئ الأساسية التي تضر بالفرد والمجتمع، وقد اتبع إبسن في مسرحه أسلوبا دراميا مميزا عرف بالمنهج الانقلابي Retrospective Method بمعنى أن تبدأ المسرحية بموقف في الحاضر ثم تتوالى أحداث من الماضي في العودة لتنسج النهاية المأساوية لأبطال المسرحية.
وعلى عكس مسرحيتي بيت الدمية والأشباح التي لاقى عرضهما غضب شديد من الجمهور والصحف، فقد لاقت مسرحية عدو الشعب ترحيبا كبيرًا وحماسه من الجمهور لدى عرضها والتي ألهب فيها الصحافة والأحزاب والرأي العام باحتقاره، معلناً أن الرأي القائل إن الأكثرية دوماً على حق هو أبرز الأكاذيب الاجتماعية التي ينبغي للرجل المستقل مناوئتها.

## وفاته
توفي إبسن في عام 1906 بعد صراع طويل مع المرض وبعد أن وضع اسمه في مصاف أشهر المسرحيين في العالم، وكما عاش ناقداً للظلم الاجتماعي مات معارضاً، فقد كانت آخر كلمة لفظها هي (بالعكس). رحل إبسن لكن بقي أثره خالدًا بعد أن خلدت مسرحياته ذكراه في قلوب جمهوره على مستوى العالم أجمع.

## قائمة أعماله
- كاتيلينا (1850)
- كوميديا الحب (1850)
- ليلة شارع جون (1852)
- السيدة إينجر (1854)
- العيد في سولهوج (1855)
- (1856) Olaf Liljekrans
- الفايكنج في أرض هيلجا (1857)
- الحب والكوميديا (1862)
- الأدعياء (1863)
- براند (1865)
- بيرجينت (1867)
- دوري الشباب (1869)
- ملك الجليل (1873)
- أعمدة المجتمع (1877)
- بيت الدمية (1879)
- الأشباح (1881)
- مسرحية عدو الشعب (1882)، وقد صدرت لها ترجمة بعنوان «عدو الشعب» مع دراسة متعمقة عن فلسفة الديمقراطية بقلم المترجم كمال المصري، ونشرتها دار الغد بمصر عام 2008.
- البطة البرية (1884)
- آل روزمر (1886)
- سيدة من البحر (1888)
- هيدا جابلر (1890)
- البناء العظيم (1892)
- أيولف الصغير (1894)
- جون غبريال بروكمان (1896)
- عندما نستيقظ نحن الموتى (1899)

## روابط خارجية
- هنريك إبسن على موقع IMDb (الإنجليزية)
- هنريك إبسن على موقع الموسوعة البريطانية (الإنجليزية)
- هنريك إبسن على موقع ميوزك برينز (الإنجليزية)
- هنريك إبسن على موقع قاعدة بيانات برودواي على الإنترنت (الإنجليزية)
- هنريك إبسن على موقع إن إن دي بي (الإنجليزية)
- هنريك إبسن على موقع ديسكوغز (الإنجليزية)
- هنريك إبسن على موقع قاعدة بيانات الفيلم (الإنجليزية)